# Gypsy Philharmonic Orchestra
Le Gypsy Philharmonic Orchestra (Orchestre philharmonique tzigane) est un orchestre symphonique hongrois de classique influencé notamment par Brahms, Monti, Tchaïkovski, Johann Strauss I et II et beaucoup d'autres.

## Formation
L'orchestre se compose de 60 violons, 9 altos, 6 violoncelles, 10 contrebasses, 9 clarinettes et 6 cymbalums (formation en constante évolution).

## Membres
Chefs de l'Orchestre :
- Président et directeur artistique : Raduly József
- Premier violon : Jr. Sárközy Lajos
- Directeur artistique : Balogh Dezső
- Manager : Xavier Dubuc (Cypress Music)

Solistes principaux :
- Premiers violons : Duka Péter, Lugosi Tibor, Patai Zoltán, Szomora Zsolt, Varga Jenő et Vökgyi János ;
- Cymbalum : Rácz László (soliste principal), Kökény Tamás et Szomora István ;
- Altos : Rácz László (leader de la section alto) ;
- Seconds violons : Balazs-Jozsef-Istvan-II (leader section second violon), Bakos Kálmán et Baranyi Tivadar II ;
- Clarinettes : Balogh Dezső (soliste principal), Seres Vilmos et Kovács György ;
- Violoncelles : Duka Elemér (soliste et leader de la section violoncelle).
- Contrebasses : Molnár László (leader de la section contrebasse), Rácz István et Radics Sándor ;
- Et le reste de l'orchestre.

## Discographie
| (2015) | - Double CD Studio "The Renewal Album"        |
| (2015) | . DVD - Live in Cannes - Palais des Festivals |